# Новик, Антон Геннадьевич
Антон Геннадьевич Новик (бел. Антон Генадзевіч Новік; род. 23 июля 1998, Ждановичи, Минская область) — белорусский футболист, полузащитник клуба «Виктория» из Марьиной Горки.

## Клубная карьера
Является воспитанником школы футбольного клуба «Минск», с которым в итоге подписал свой первый профессиональный контракт. С 2016 года выступает за дублирующий состав команды. 15 июня 2017 года дебютировал в чемпионате Беларуси в матче с «Неманом». На 64-й минуте встречи он вышел на замену вместо Ивана Бахара. До конца конца чемпионата он принял участие еще в двух встречах.
В марте 2018 года Новик на правах аренды перешёл в ЮАС из Житковичей, выступающий в первой лиге Беларуси. Первый матч в составе команды сыграл 21 апреля на выезде с новополоцким «Нафтаном», выйдя на поле на 65-й минуте вместо Антона Терещенко. 20 мая забил свой первый мяч в профессиональной карьере, отличившись на 26-й минуте матча с «Оршей», чем помог своей команде одержать первую победу в сезоне. Всего на счету Новика 3 забитых гола в 23 матчах первенства, а также два проведённых матча в кубке страны.
По окончании аренды вернулся в «Минск», продлив контракт с клубом ещё на один год. Однако, в сезоне 2019 года сыграл за основной состав всего один матч в чемпионате Беларуси. Произошло это 26 апреля в игре с БАТЭ. Новик вышел на замену на 73-й минуте вместо Артёма Васильева.
Летом 2019 года перешёл в новополоцкий «Нафтан». Дебютировал за команду в первой лиге 17 августа в матче с «Лидой». На 57-й минуте матча он вышел на замену вместо Дмитрия Тихомирова. Всего на счету Новика 4 матча за «Нафтан».
В начале 2020 года проходил просмотр в «Белшине», по результатам которого с футболистом был подписан контракт. Впервые появился на поле в составе бобруйского клуба 27 марта в гостевой игре с «Торпедо-БелАЗ». На 70-й минуте встречи он заменил Сергея Глебко. В июле покинул бобруйский клуб и вскоре присоединился к «Сморгони», где играл до конца сезона.
С начала 2021 года стал выступать за марьиногорскую «Викторию» из Второй лиги.

## Карьера в сборных
В ноябре 2018 в составе молодёжной сборной Беларуси принял участие в двух товарищеских матчах со сборной Хорватии.

## Статистика выступлений

### Клубная статистика
| Выступление      | Выступление      | Выступление      | Лига | Лига | Кубки | Кубки | Конт. кубки | Конт. кубки | Итого | Итого |
| Клуб             | Лига             | Сезон            | Игры | Голы | Игры  | Голы  | Игры        | Голы        | Игры  | Голы  |
| ---------------- | ---------------- | ---------------- | ---- | ---- | ----- | ----- | ----------- | ----------- | ----- | ----- |
| Минск            | Высшая лига      | 2017             | 3    | 0    | 0     | 0     | —           | —           | 3     | 0     |
| Минск            | Высшая лига      | 2019             | 1    | 0    | 1     | 0     | —           | —           | 2     | 0     |
| Минск            | Итого            | Итого            | 4    | 0    | 1     | 0     | 0           | 0           | 5     | 0     |
| → ЮАС            | Первая лига      | 2019             | 22   | 3    | 2     | 0     | —           | —           | 24    | 3     |
| → ЮАС            | Итого            | Итого            | 22   | 3    | 2     | 0     | 0           | 0           | 24    | 3     |
| Нафтан           | Первая лига      | 2019             | 4    | 0    | 0     | 0     | —           | —           | 4     | 0     |
| Нафтан           | Итого            | Итого            | 4    | 0    | 0     | 0     | 0           | 0           | 4     | 0     |
| Белшина          | Высшая лига      | 2020             | 2    | 0    | 0     | 0     | 0           | 0           | 2     | 0     |
| Белшина          | Итого            | Итого            | 2    | 0    | 0     | 0     | 0           | 0           | 2     | 0     |
| Сморгонь         | Первая лига      | 2020             | 11   | 0    | 0     | 0     | —           | —           | 11    | 0     |
| Сморгонь         | Итого            | Итого            | 11   | 0    | 0     | 0     | 0           | 0           | 11    | 0     |
| Виктория         | Вторая лига      | 2021             | 11   | 0    | 0     | 0     | —           | —           | 11    | 0     |
| Виктория         | Итого            | Итого            | 1    | 1    | 0     | 0     | 0           | 0           | 1     | 1     |
| Всего за карьеру | Всего за карьеру | Всего за карьеру | 44   | 4    | 3     | 0     | 0           | 0           | 47    | 4     |